# 箙田鶴子
箙 田鶴子（えびら たづこ、1934年 - ）は、日本の文筆家。箙は筆名。本名は寺野 田鶴子。脳性小児麻痺により重度の障害を持つ。男爵・山川健次郎の曾孫、寺野寛二の孫。

## 略歴
山川健次郎の二女・佐代とその夫・寺野寛二（九州帝国大学教授）の長女・千枝と物理学者・新井洋吉（1901-1944）の二女として東京で生まれる。父親は塗料の研究者として東亜ペイント製造などで技術開発をしていた。生まれてほどなく脳性まひで身体障害者となる。人目を気にした母親の意向で学校へは通えなかった。父親は「何もできなくとも心さえ美しければいい。お前の姿が醜いと嗤う者がいたらそれは嗤う方が間違っているのだ」と娘をかばったが、妻としばしば衝突し諍いが絶えなかった。
9歳のとき、結核を患った父親が43歳で病死し、福岡に暮らす母方祖父母の養女となる。16、17歳ころから母と離れて他家に介護付きの下宿を始め、母の友人の福岡市大名町の内科医宅に預けられる。母は父の部下と駆け落ち。母親は博多の東中州でバーを経営していたが、癌を患い、店を閉めて別府に転居。1955年に療養中の母と暮らしはじめたが、同年母が47歳で死去。医師と結婚していた姉に引き取られたが、義兄が死去し、22歳から33歳まで救護施設で暮らす。
1977年、波乱の半生を綴った『神への告発』を上梓して話題となる。印税と執筆料で初めて収入を得、44歳で結婚。千葉敦子との往復書簡もある。

## 著書
- 『船影』南陽謄写堂 1975（自費出版の詩画集）
- 『神への告発』筑摩書房 1977　のち文庫 ISBN 9784480021793
- 『他者への旅』筑摩書房 1979
- 『幼き物語』晶文社 1992

### 共著
- 『いのちの手紙』千葉敦子共著 筑摩書房 1983　のち文庫[11] ISBN 9784480021564
- 『手紙』八十嶋凉子共著 八十嶋凉子 2004